# Longin (Korčagin)
Longin (světským jménem: Vladimir Sergejevič Korčagin; * 31. července 1961, Suchumi) je abchazský duchovní Ruské pravoslavné církve, arcibiskup a metropolita simbirský a novospasský.

## Život
Narodil se 31. července 1961 v Suchumi.
Roku 1982 dokončil filologickou fakultu Abchazské státní univerzity. Během studia pracoval jako průvodce a učitel ruského jazyka a literatury na střední škole.
V letech 1983–1985 sloužil v řadách Sovětské armády. Poté nastoupil na Moskevský duchovní seminář.
V květnu 1986 byl přijat do Trojickosergijevské lávry.
Dne 21. července 1986 byl postřižen na monacha a přijal mnišské jméno Longin. Dne 29. srpna byl rukopoložen na hierodiakona a 7. června 1988 na jeromonacha.
Po dokončení semináře nastoupil roku 1988 na Moskevskou duchovní akademii. V říjnu byl poslán na studia na Sofijskou duchovní akademii. Během studia sloužil v ruském chrámu svatého Mikuláše v Sofii.
Roku 1992 se vrátil do Ruska a stal se asistentem ekonoma lávry.
Dne 15. prosince 1992 byl jmenován představeným podvorje lávry v Moskvě.
V květnu 1994 byl povýšen na igumena.
Dne 15. dubna 2000 byl povýšen na archimandritu.
Dne 7. května 2003 jej Svatý synod zvolil biskupem saratovským a volským.
Dne 13. srpna 2003 byl oficiálně jmenován biskupem a 19. srpna proběhla v chrámu Krista Spasitele v Moskvě jeho biskupská chirotonie. Světiteli byli patriarcha moskevský Alexij II., metropolita krutický a kolomenský Juvenalij (Pojarkov), metropolita smolenský a kaliningradský Kirill (Gunďajev), metropolita voroněžský a borisoglebský Sergij (Fomin), metropolita elassonský Vasileios (Kolokas) Řecká pravoslavná církev, metropolita nevrokopský Natanail (Kalajdžijev) (Bulharská pravoslavná církev), metropolita černovický a bukovinský Onufrij (Berezovskyj), arcibiskup tulský a beljovský Alexij (Kutěpov), arcibiskup tverský a kašinský Viktor (Olijnyk), arcibiskup kostromský a galičský Alexandr (Mogiljov), arcibiskup istrijský Arsenij (Jepifanov), arcibiskup tichvinský Konstantin (Gorjanov), arcibiskup verejský Jevgenij (Rešetnikov), arcibiskup jaroslavský a rostovský Kirill (Nakoněčnyj), biskup penzenský a kuzněcký Filaret (Karagodin), biskup tomský a asinovský Rostislav (Děvjatov), biskup orechovo-zujevský Alexij (Frolov), biskup tiraspolský a dubossarský Justinian (Ovčinnikov), biskup krasnogorský Sava (Volkov), biskup bakuský a přikaspický Alexander (Iščein), biskup stavropolský a vladikavkazský Feofan (Ašurkov), biskup dmitrovský Alexandr (Agrikov), biskup sergijevoposadský Feognost (Guzikov), biskup brjanský a sevský Feofilakt (Moisejev), biskup nižněnovgorodský a arzamaský Georgij (Danilov) a biskup ljuberecký Veniamin (Zaryckyj).
Dne 6. října 2011 byl jmenován hlavou saratovské metropole.
Dne 8. října 2011 byl povýšen na metropolitu.
Dne 7. června 2012 byl potvrzen ve funkci představeného monastýru Proměnění Páně v Saratově.
Dne 25. srpna 2020 byl jmenován metropolitou simbirským a novospasským, hlavou simbirské metropole.